# Fabronia lorentzii
Fabronia lorentzii är en bladmossart som beskrevs av C. Müller 1879. Fabronia lorentzii ingår i släktet Fabronia och familjen Fabroniaceae. Inga underarter finns listade i Catalogue of Life.